# Becet
Becet (hebr. בצת) – moszaw położony w Samorządzie Regionu Matte Aszer, w Dystrykcie Północnym, w Izraelu.

## Położenie
Moszaw Becet jest położony na wysokości 26 metrów n.p.m. na zachodnich zboczach wzgórz Zachodniej Galilei. Leży u podnóża grzbietu górskiego Reches ha-Sulam (361 m n.p.m.), którym przebiega granica z Libanem. Wzdłuż północnej granicy osady przepływa strumień Chanita, a na południe strumień Becet. Okoliczne wzgórza są w większości zalesione. Teren opada w kierunku zachodnim na równinę przybrzeżną Izraela. W odległości 2 km na zachód od moszawu znajduje się wybrzeże Morza Śródziemnego, a 2 km na północy przebiega granica Libanu. W otoczeniu moszawu Becet znajdują się miasto Naharijja, miejscowość Szelomi, moszawy Ben Ammi i Liman, oraz kibuce Maccuwa, Kabri, Sa’ar, Geszer ha-Ziw i Kefar Rosz ha-Nikra. Na północ od moszawu, przy granicy znajduje się izraelska baza wojskowa Deworanit Sigint, oraz posterunek obserwacyjny UNIFIL. Po stronie libańskiej jest położone miasto An-Nakura. Na zachód od moszawu jest położone niewielkie awaryjne lądowisko Sił Powietrznych Izraela. Na końcu pasa wybudowano lądowisko dla helikopterów.

### Podział administracyjny
Becet jest położony w Samorządzie Regionu Matte Aszer, w Poddystrykcie Akka, w Dystrykcie Północnym.

## Demografia
Stałymi mieszkańcami moszawu są wyłącznie Żydzi. Tutejsza populacja jest świecka:

Źródło danych: Central Bureau of Statistics.

## Historia

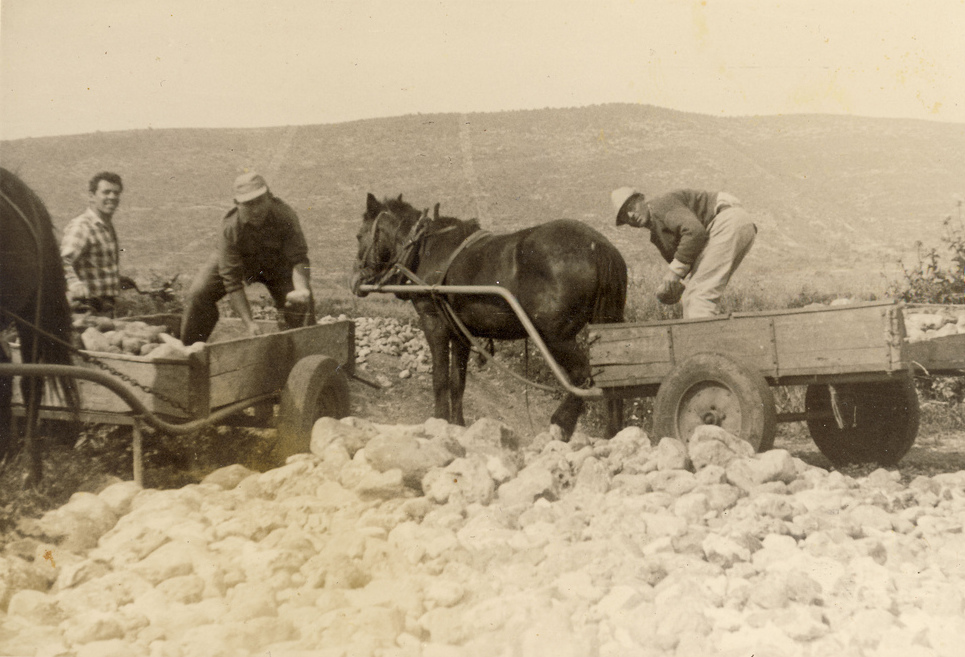
Prace w moszawie Becet, 1958 r.

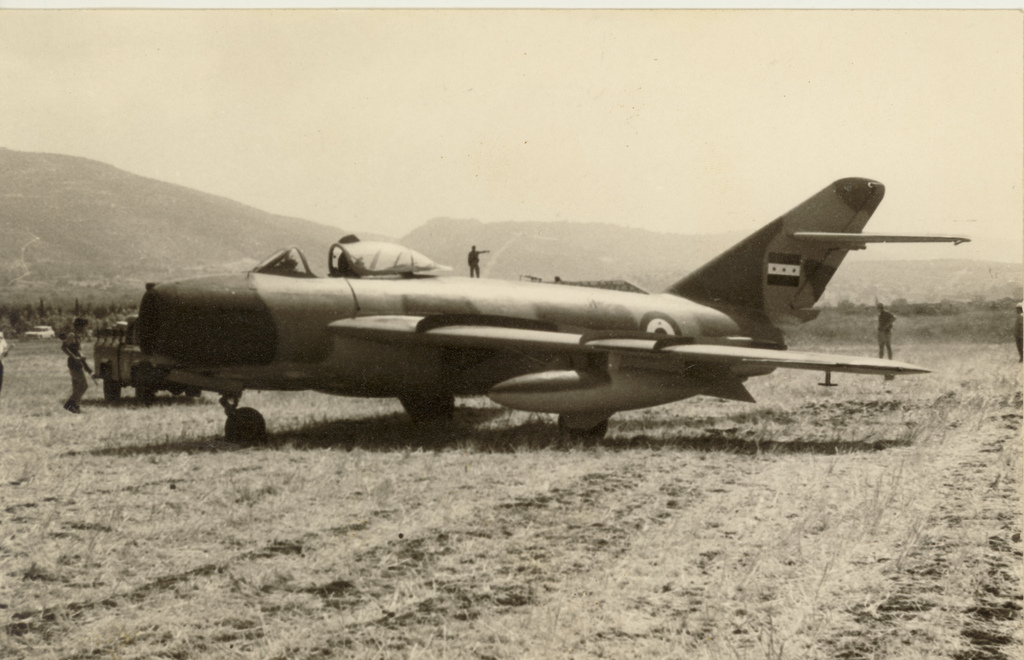
Syryjski samolot myśliwski MiG-17 w moszawie Becet, 1968 r.

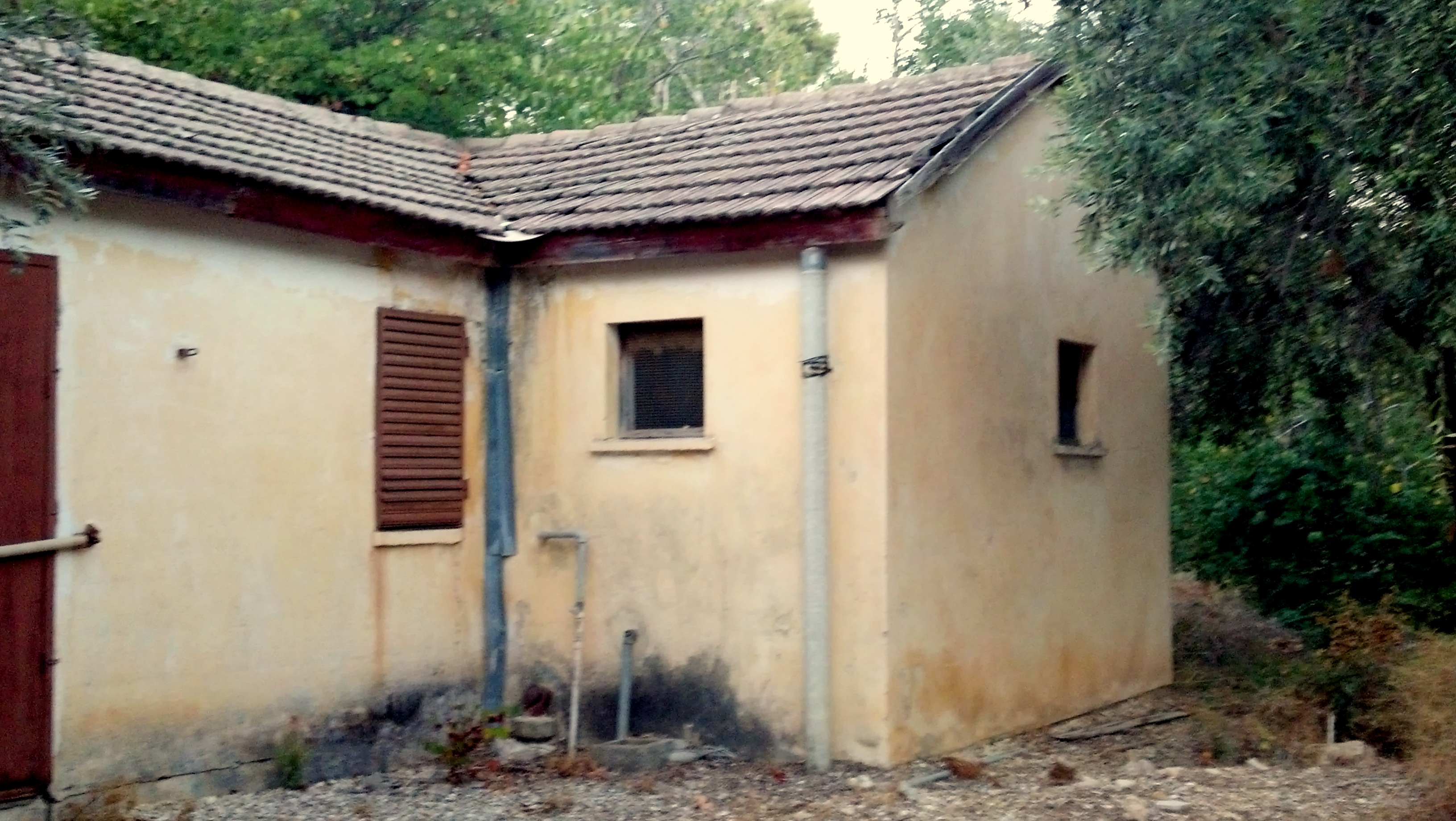
Jeden z pierwszych domów moszawu Becet, 2012 r.

Badania archeologiczne wykazały, że miejsce to było zamieszkane już w epoce brązu. Od I do V wieku wioska była zamieszkana przez społeczność żydowską. Talmud nazywa ją Becet. We wsi znaleziono 18 stanowisk archeologicznych z tego okresu. Odkryto miejsca pochówku chrześcijan oraz dzbany z IV wieku. Od początku okresu panowania Arabów wioska była zamieszkana przez społeczność arabską i nazywała się Al-Bassa. W 1189 roku wioskę wykorzystali krzyżowcy jako obóz wojenny podczas III wyprawy krzyżowej. Krzyżowcy nazywali wioskę Le Bace lub LeBassa. W 1517 roku wioska wraz z całą Palestyną przeszła pod panowanie osmańskie. Dokumenty podatkowe z 1596 roku mówią, że w al-Bassa mieszkało 76 rodzin muzułmańskich i 28 kawalerów. Płacili oni podatki z upraw pszenicy, jęczmienia, bawełny, oliwek, owoców, oraz hodowli kóz i uli. W 1882 roku we wsi otworzono publiczną szkołę podstawową dla chłopców, a następnie prywatną szkołę średnią i publiczną szkołę podstawową dla dziewcząt. W wyniku I wojny światowej nastąpiły duże zmiany terytorialne na Bliskim Wschodzie. Francusko-brytyjska umowa graniczna z 1920 roku nieprecyzyjnie określiła przebieg granicy między Brytyjskim Mandatem Palestyny i Francuskim Mandatem Syrii (w skład którego wchodził także dzisiejszy Liban). Okazało się, że granica przebiegała na północ od wioski al-Bassa. Sama wioska znajdowała się w Mandacie Palestyny, jednak znaczna część jej pól uprawnych znalazła się w Mandacie Syrii. W rezultacie mieszkańcy al-Bassa zostali odcięci od swoich pól uprawnych. Władze francuskie rozwiązały ten problem, przyznając w 1921 roku mieszkańcom al-Bassa obywatelstwo Mandatu Syrii. Równolegle pracowała mieszana komisja francusko-brytyjska, która do lutego 1922 roku ustaliła szczegółowy przebieg granicy. W 1923 roku oficjalnie potwierdzono, że al-Bassa znajduje się w Brytyjskim Mandacie Palestyny (zmieniono również przebieg granicy przy wiosce). W 1926 roku zmieniono obywatelstwo mieszkańców wioski na palestyńskie. Przeprowadzony we wrześniu 1922 roku wykazał, że w al-Bassa mieszkało 867 chrześcijan, 150 muzułmanów i 1 Żyd. W kolejnych latach tutejsza populacja uległa dużym zmianom. W 1945 roku w wiosce żyło 1590 chrześcijan i 1360 muzułmanów. Podczas arabskiego powstania w Palestynie (1936–1939) w bezpośrednim sąsiedztwie wioski powstał posterunek żydowskiej policji, który następnie przekształcono w brytyjski Fort Tegart. W dniu 6 września 1938 roku w pobliżu wioski wpadł na minę brytyjski samochód pancerny, w wyniku czego zginęło czterech brytyjskich żołnierzy. W odwecie Brytyjczycy spalili dolną część wioski. Kilka dni później brytyjscy żołnierze zmusili około 50 wieśniaków do wejścia do autobusu, który następnie skierowano na minę podłożoną na drodze. W wybuchu zginęło około 20 Arabów. Mieszkańcy wioski zostali zmuszeni do wykopania dołu i pogrzebania wszystkich zabitych. Podczas II wojny światowej Brytyjczycy wybudowali przy wiosce lotnisko wojskowe z dwoma pasami startowymi. Służyło ono w czerwcu i lipcu 1941 roku podczas operacji „Exporter” w Mandacie Syrii i Libanu przeciwko siłom Francji Vichy. W 1943 roku lotnisko rozbudowano o nowe hangary lotnicze, bunkry amunicyjne i stanowiska karabinów. Przyjęta 29 listopada 1947 roku Rezolucja Zgromadzenia Ogólnego ONZ nr 181 przyznała te tereny państwu arabskiemu. Podczas wojny domowej w Mandacie Palestyny na początku 1948 roku w okolicy tej stacjonowały siły Arabskiej Armii Wyzwoleńczej. W ostatnich dniach przed proklamacją niepodległości Izraela żydowska organizacja paramilitarna Hagana przeprowadziła operację „Ben-Ami”, w trakcie której 14 maja 1948 roku Izraelczycy zajęli wioskę al-Bassa. Była ona słabo broniona przez nieliczną lokalną milicję arabską. Po zajęciu wioski, Izraelczycy zgromadzili mieszkańców w miejscowym kościele, gdzie zastrzelili kilku młodzieńców. Zeznania świadków różnią się od siebie, i mówią o pięciu osobach zastrzelonych wewnątrz kościoła lub siedmiu osobach na zewnątrz. Następnie, 27 maja mieszkańców wioski przymusowo wysiedlono, a ich domy w większości zniszczono. Prawie wszyscy wieśniacy z al-Bassa uciekli do Libanu. Jeszcze w trakcie I wojny izraelsko-arabskiej, 6 stycznia 1949 roku, założono współczesny moszaw. W skład grupy założycielskiej weszli imigranci z Jugosławii i Rumunii, którzy przeżyli Holocaust. Do 1951 roku mieszkali w ocalałych domach zniszczonej wioski arabskiej al-Bassa, a następnie przenieśli się do nowo wybudowanych domów. Początkowo moszaw nazywał się Kfar Zejtim (hebr. כפר זיתים). Po wojnie sześciodniowej, 12 sierpnia 1968 roku, piloci dwóch syryjskich samolotów myśliwskich MiG-17 popełnili błąd nawigacyjny i wylądowali na tutejszym lotnisku.

## Edukacja
Moszaw utrzymuje przedszkole. Jest tutaj także szkoła podstawowa Szalom Alechem. Natomiast starsze dzieci są dowożone do szkół w kibucu Geszer ha-Ziw.

## Kultura i sport
W moszawie jest ośrodek kultury z biblioteką. Z obiektów sportowych jest boisko do piłki nożnej oraz sala sportowa z siłownią.

## Infrastruktura
W moszawie znajduje się przychodnia zdrowia, sklep wielobranżowy i warsztat mechaniczny.

## Turystyka
Od lat 90. XX wieku rozpoczęto rozwijanie turystyki. W okolicy wytyczono szlaki turystyczne, jednak z powodu bliskości granicy z Libanem, korzystanie z nich jest mocno ograniczone i uzależnione od aktualnej sytuacji bezpieczeństwa. Dużą atrakcją jest tutejsze lotnisko, które obecnie służy głównie klubom modelarskim. Z dawnej brytyjskiej bazy wojskowej pozostały hangary lotnicze, podziemne bunkry, stanowiska karabinów itp. Obiekty te są udostępnione do zwiedzania. Dodatkowo, na wschód od moszawu jest położony Rezerwat Przyrody Nachal Becet, na północnym zachodzie jest Park Narodowy Rosz ha-Nikra, a na południowym zachodzie Park Narodowy Achziw.

## Gospodarka
Gospodarka moszawu opiera się na rolnictwie i sadownictwie. Uprawia się głównie kwiaty, warzywa, awokado, banany, liczi, granaty i oliwki. Tutejsza ferma drobiu koncentruje się na hodowli indyków. Jest także hodowla bydła mlecznego. Część mieszkańców dojeżdża do pracy w sąsiednich strefach przemysłowych.

## Transport
Z moszawu wyjeżdża się na północ na drogę nr 899, którą jadąc na wschód dojeżdża się do miejscowości Szelomi i skrzyżowania z drogą nr 70, lub jadąc na zachód dojeżdża się do skrzyżowania z drogą nr 4 między kibucem Kefar Rosz ha-Nikra a moszawem Liman.